# 本地が丘
本地が丘（ほんじがおか）は、愛知県名古屋市守山区の地名。丁番を持たない単独町名である。住居表示未実施。

## 地理
名古屋市守山区南東部に位置する。東・西・北を尾張旭市に囲まれ、南は森孝新田に接する。

## 歴史

### 町名の由来
名古屋市立本地丘小学校の校名に由来する。校名は当地一帯が本地ヶ原と称する地域の一部であり、校地がその中にある台地上に位置することによるという。江戸時代には平山と呼ばれていたが、明治に入り一帯が陸軍演習地として整備され、愛知郡本地村にちなんで本地ヶ原の通称が生じたとされる。戦後、陸軍の消滅により開拓農業協同組合法を活用した開拓が進められたが、現在は名古屋市営本地荘が町域の大部分を占めている。

### 沿革
- 1986年（昭和61年）11月25日 - 守山区大字森孝新田の一部により、同区本地が丘として成立[1]。

## 世帯数と人口
2019年（平成31年）4月1日現在の世帯数と人口は以下の通りである。
| 町丁     | 世帯数    | 人口    |
| -------- | --------- | ------- |
| 本地が丘 | 1,916世帯 | 3,448人 |

### 人口の変遷
国勢調査による人口の推移
| 2000年（平成12年） | 4,314人 | [ WEB 6 ] |  |
| 2005年（平成17年） | 4,083人 | [ WEB 7 ] |  |
| 2010年（平成22年） | 4,059人 | [ WEB 8 ] |  |
| 2015年（平成27年） | 3,704人 | [ WEB 9 ] |  |

## 学区
市立小・中学校に通う場合、学校等は以下の通りとなる。また、公立高等学校に通う場合の学区は以下の通りとなる。
| 番・番地等 | 小学校                 | 中学校               | 高等学校 |
| ---------- | ---------------------- | -------------------- | -------- |
| 全域       | 名古屋市立本地丘小学校 | 名古屋市立森孝中学校 | 尾張学区 |

## 交通
- 愛知県道214号松本名古屋線[2]
- 名古屋市営バス
  - 区域内に「本地住宅」停留所があり、地下鉄東山線藤が丘駅とを結ぶ路線（幹藤丘1号系統）が多数運行されている。
- 尾張旭市営バス（あさぴー号）
  - 名古屋市営バスの「本地住宅」停留所と同じ場所に停留所があり、尾張旭市役所や印場駅、旭前駅、旭労災病院などへ運行されている。

## 施設
- 名古屋市営本地荘[2]
- 名古屋市立本地丘小学校[2]
- 本地が原郵便局[2]
- 公設市場[2]

## その他

### 日本郵便
- 郵便番号 : 463-0031[WEB 3]（集配局：守山郵便局[WEB 12]）。

### WEB
1. ↑  “愛知県名古屋市守山区の町丁・字一覧”.   人口統計ラボ. 2017年10月7日閲覧。
2. 1 2  “町・丁目(大字)別、年齢(10歳階級)別公簿人口(全市・区別)”.   名古屋市 (2019年4月22日). 2019年4月23日閲覧。
3. 1 2  “郵便番号”.  日本郵便. 2019年3月17日閲覧。
4. ↑  “市外局番の一覧”.   総務省. 2019年1月6日閲覧。
5. ↑  名古屋市役所市民経済局地域振興部住民課町名表示係 (2015年10月21日). “守山区の町名一覧”.   名古屋市. 2017年10月7日閲覧。
6. ↑  名古屋市役所総務局企画部統計課統計係 (2005年7月1日). “（刊行物）名古屋の町(大字)・丁目別人口 (平成12年国勢調査) 守山区” (XLS). 2017年10月8日閲覧。
7. ↑  名古屋市役所総務局企画部統計課統計係 (2007年6月29日). “平成17年国勢調査　名古屋の町(大字)別・年齢別人口 守山区” (XLS). 2017年10月8日閲覧。
8. ↑  名古屋市役所総務局企画部統計課統計係 (2012年6月29日). “平成22年国勢調査　名古屋の町(大字)別・年齢別人口 守山区” (XLS). 2017年10月8日閲覧。
9. ↑  名古屋市役所総務局企画部統計課統計係 (2017年7月7日). “平成27年国勢調査　名古屋の町(大字)別・年齢別人口” (XLS). 2017年10月8日閲覧。
10. ↑  “市立小・中学校の通学区域一覧”.   名古屋市 (2018年11月10日). 2019年1月14日閲覧。
11. ↑  “平成29年度以降の愛知県公立高等学校（全日制課程）入学者選抜における通学区域並びに群及びグループ分け案について”.   愛知県教育委員会 (2015年2月16日). 2019年1月14日閲覧。
12. ↑  “郵便番号簿 2018年度版” (PDF).   日本郵便. 2019年5月8日閲覧。

### 文献
1. 1 2  名古屋市計画局 1992, p. 861.
2. 1 2 3 4 5 6 7  「角川日本地名大辞典」編纂委員会 1989, p. 1558.
3. 1 2 3 4  名古屋市計画局 1992, p. 618.